# Maria Bugajska
Maria Bugajska, z domu Wusatowska, ps. „Czarna Orlica” (ur. 28 grudnia 1885 w Dolnej Wsi, zm. 30 maja 1976 w Krakowie) – harcmistrzyni, jedna z twórczyń harcerstwa polskiego na terenie Sądecczyzny, nauczycielka, organistka, przewodniczka górska, działaczka społeczna i niepodległościowa.

## Życiorys
Urodziła się w Dolnej Wsi (obecnie część Myślenic) jako Maria Antonina Stanisława Wusatowska, córka Józefa Wusatowskiego (1849–1905), c.k. nadgeometry ewidencyjnego, oraz Wiktorii z Brandysów Wusatowskiej (1859–1922), organizatorki harcerskiej i aktywistki społecznej, nazywanej „Babcią Skautową”. W 1906 r. została nauczycielką wychowania fizycznego w Żeńskiej Szkole Powszechnej im. św. Jadwigi Śląskiej w Nowym Sączu. Ponadto jest organistką i kierowniczką chóru młodzieżowego w kościele św. Kazimierza w Nowym Sączu oraz przewodniczką górską po Pieninach i Beskidzie Sądeckim. Wraz z matką przyczyniła się do powstania harcerstwa żeńskiego na terenie Sądecczyzny. 7 maja 1913 r. została drużynową 1. Żeńskiej Drużyny Skautowej im. Królowej Jadwigi, a w 1921 r. hufcową Hufca Żeńskiego. W czasie I wojny światowej przewodniczyła Sekcji Odzieżowej sądeckiej Ligi Kobiet.
W latach 30. przeprowadziła się do Warszawy, gdzie została członkinią 16. Warszawskiej Drużyny Harcerskiej im. Zawiszy Czarnego, a także Działu Gospodarczego Głównej Kwatery Harcerek. W czasie obrony Warszawy we wrześniu 1939 r. uczestniczyła w pracach Pogotowia Harcerek – weszła w skład Komisji Rewizyjnej Komendy Pogotowia oraz kierowała akcją pomocy przy baterii przeciwlotniczej na ul. Myśliwieckiej. Po II wojnie światowej udała się wraz z mężem do Krakowa.
Jej mężem był Stanisław Bugajski, profesor gimnazjalny, podporucznik i kompozytor. Mieli dwóch synów: Jana, podharcmistrza, studenta Politechniki Warszawskiej, więzionego na „Pawiaku”, zamordowanego 16 lipca 1943 r., oraz Stanisława, aktora, reżysera, scenarzystę, dyrektora teatrów.
Maria Bugajska zmarła 30 maja 1976 r. w Krakowie, spoczywa wraz z mężem na cmentarzu Rakowickim.